# 自転車競技

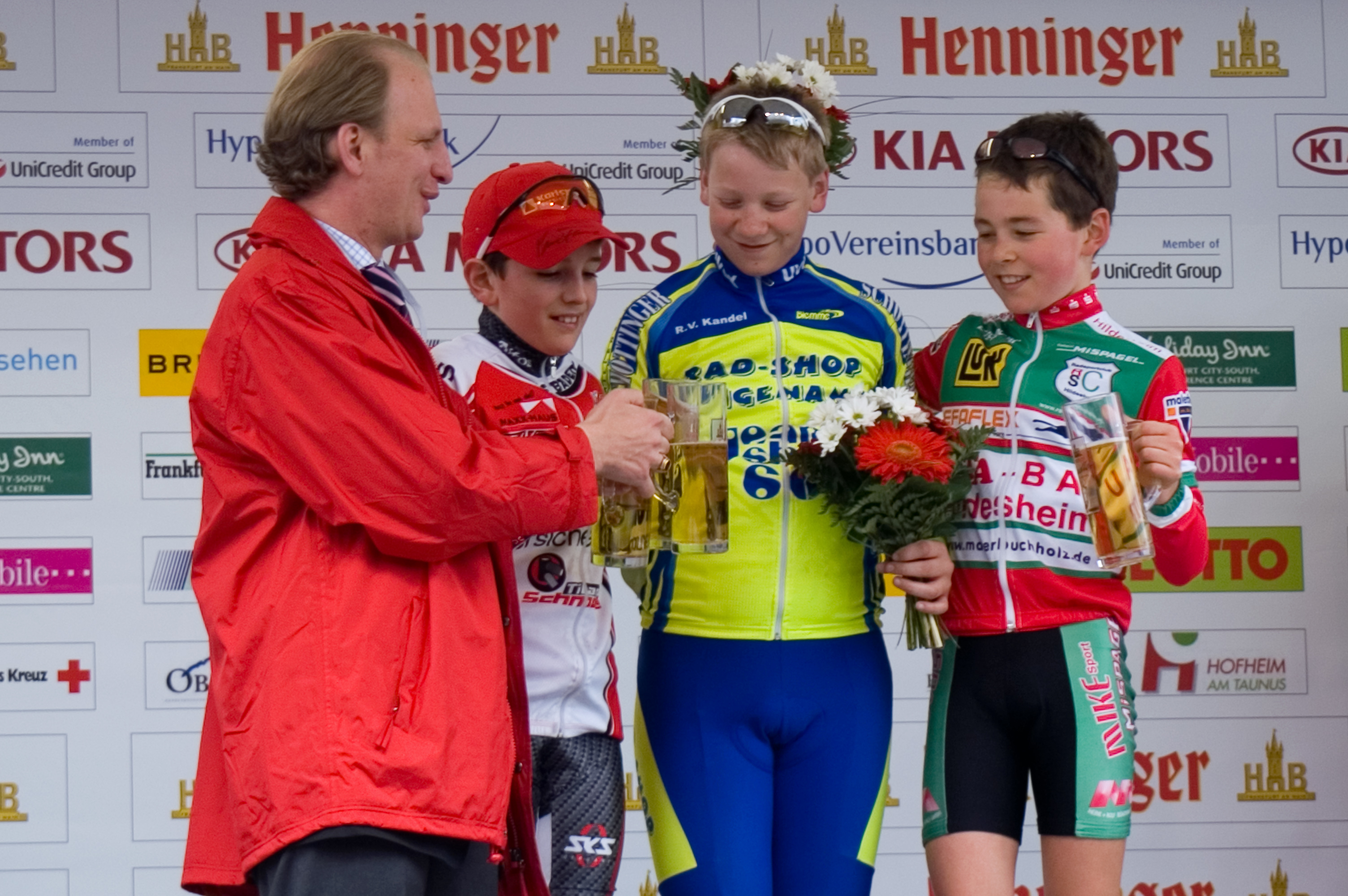
U-13レースの表彰式

自転車競技（じてんしゃきょうぎ、英: Cycle sport, Bicycle racing）は、主として人力のみによって推進される自転車を用いて行う競技（スポーツ）である。
自転車競技場という用語があるが、この施設は本稿で示す自転車競技全般を行う施設という意味ではなく、後述の「トラックレース」を専門に行う施設を示す。

## 概要
主に競走による着順や所要時間、得失点などで順位、勝敗を決する。
種目は長距離から極短距離、走力が問われるものから高い技能が要求されるもの、球技など多様であるが、全て競技開始から終了まで人と自転車が一組として進行消化するのが共通する原則であり、これは例えば競走種目のフィニッシュ直前で自転車が乗車走行不能となった場合、これを放棄して選手だけが単独でフィニッシュ線を通過しても無効である事を意味する。また、競技内容の一部に自転車が要素として含まれているだけのスポーツは自転車競技として扱われていない。
オリンピック実施競技であり、世界選手権及び年間シリーズ戦が各種目個別に毎年行われている。プロフェッショナル化も早くから進んでおり、これらは国際自転車競技連合（UCI）により統括、整備されている。

## 歴史
現在まで記録に残っている最古の自転車競技はパリ郊外のサンクルーで1868年5月31日に行われた1200mのレースとされている。勝者はジェームズ・ムーアであった。この時は木製のフレームに鉄製のタイヤであった。現在のロードレースの原型となる二都市間を結ぶレースとしては1869年11月7日に行われたパリ〜ルーアン（en:Paris-Rouen）が最古とされている。このレースの優勝者もジェームズ・ムーアで、距離は123km、タイムは10時間45分であった。
1876年に現存する最古の自転車ロードレースとされているミラノ〜トリノの第一回大会が開催された。
1885年に安全型自転車、1888年には空気入り自転車用タイヤが続々と開発され、現在の自転車の原型がほぼ完成。これにより自転車自体の利便性が向上し競技人口の劇的な増加を果たすこととなる。
1893年、アメリカ合衆国のシカゴで、第1回の世界選手権自転車競技大会が開催された。1896年には近代オリンピックの第1回大会がアテネで開催。自転車競技のロードレース、トラックレースは共に正式種目として採用された。夏季オリンピックにおいては現在まで必ず自転車競技は正式種目として採用されている。オリンピックの自転車競技も参照のこと。

## 競技の種類
UCIが管理する世界選手権種目の大きな括りとして8種目があるが、細分化により種目の中においてもUCIが管理していない競技がある。またUCI以外の団体が管理している種目もある。

### ロードレース
道路上で走力を競う競技であり、特別に閉鎖又は交通規制した公道（マラソンや駅伝競走と同様に行う）や、一般交通から隔離された永久周回道路などで行われる。
基本的にレース距離は決められておらず、300km近いプロレースから数キロのホビーレースまで幅広い。
競技方式は、参加選手全員が一斉にスタートし予め決められたフィニッシュ線での着順で決勝する方法や、参加選手が一定時間差で個別にスタートしフィニッシュ線までの所要時間で決勝する方法などがある。また、2日間以上の日程で前記2方法を取り入れた2レース以上の合計所要時間などで決勝する方法もある。

### トラックレース
角丸長方形で直線部に緩く曲線部に険しく内方へ横断勾配が付いた専用走路（日本ではバンクとも呼ばれるが国際的にはトラックと呼ばれる）で走力を競う競技である。
競技種目は非常に多く、1000m以内の距離をマッチレースで着順決勝する方式から、数万メートルを多人数で同時に走り規定周回毎の発着線通過順で獲得する得点合計で決勝する方式まで多岐に渡る。また、異なる種目を複合し合計成績で決勝する方式もある。
使用できる自転車はトラックレーサーに限られる。

### マウンテンバイク
主に未舗装の道路でマウンテンバイクと呼ばれる特殊な自転車を用いて行う競技である。
競技は数種目あり全て要素が異なるのが特徴である。代表的なものとして、登山道やスキー場の保守道などを閉鎖した大きな標高差のコースを頂上から麓まで選手個別に走行降下し所要時間で決勝する種目と、周回路を参加選手全員が一斉にスタートし規定周回消化後のフィニッシュ線着順で決勝する種目の二つが挙げられるが、これからも分るとおりマウンテンバイクを使う共通性を除けば競技性が対極である。

### シクロクロス
車両交通を想定していない土地で走力を競う競技である。
林道や牧草地、農閑期の畑など、あらゆる場所が周回路に閉鎖され用いられる。乗車したままでは通過できない障害物や階段などが設定される場合もある。
競技は予め設定された競技時間があり、参加選手全員の一斉スタート後、先頭者が2周した時点で要した平均周回時間から設定競技時間に最も近い時間となる周回数を算出、公表し、フィニッシュの着順で決勝する方式が一般的である。

### BMX
BMXと呼ばれる小型で堅牢な自転車を用いる競技である。主に人工的に造成されたジャンプ台や波状、横断勾配など多くの起伏を設けたコースまたはスペースを走行する。
レースは一周400m程度の周回コースで行われ、8名以内の選手が一斉にスタートしフィニッシュ線の着順を争うもので、年少者が自転車を走らせる為の体力と技能を高度に養う最適な構成になっている為に年少者からプロ競技者まで幅広く行われている。
フリースタイルは一定の広さを持つスペースの中で行われ、技の華麗さを採点して争われる。

### トライアル
モーターサイクルによるトライアル（モトトライアル）と区別する為、バイクトライアルとも呼ばれる。
岩場や倒木地又はそれらに似せた人工造営地など乗車走行困難な場所のコースを制限時間内に通過する競技である。
競技方法は、2㎞前後のコース内に十数か所の競技区間を設け、制限時間超過やタイヤ以外の自転車部位で支えたり足を地に付けたりするなどで減点される。全競技者が競技終了し減点が少ない順位で決勝する。
20インチの専用自転車とマウンテンバイク規格それぞれのカテゴリーがある。

### 室内自転車競技
主に体育館で行う競技である。
競技種目は、2名1チームの対戦型競技であるサイクルサッカーと乗車中の演技を採点するサイクルフィギュアの二つである。いずれも極めて特殊な自転車が用いられる。

### サイクルスピードウェイ
屋外のフラットダートまたは屋内にショートトラックを設置し、周回する競技である。
モーターサイクルによるスピードウェイの自転車版にあたり、フリーホイールでブレーキのない自転車が使われる。
狭いトラックを4人で周回するため、他の自転車競技にないほどの激しい攻防が繰り広げられる。
UCIの管理種目でないが、イギリスではUCI傘下団体であるブリティッシュ・サイクリングが中心となって管理している。

### パラサイクリング
身体障碍者による自転車競技であり、通常の自転車を選手の身体に合わせて手を加えた車体を使用する。
タンデムやハンドサイクルなど独自仕様にあたる自転車を使用することもある。
ロードとトラックが行われ競技ルールは通常のものとほぼ同一だが、選手の障碍の程度によりクラス分けされている。
2007年よりUCIの管理種目となっている。